# Wiktor Jackiewicz
Wiktor Jackiewicz (ur. 19 marca 1932 w Łucku, zm. 5 października 2018 we Wrocławiu) – polski architekt, profesor nauk technicznych inżynier, profesor zwyczajny Wydziału Architektury Politechniki Śląskiej.

## Życiorys
Syn Władysława i Heleny. W 1954 ukończył studia na Politechnice Śląskiej, a w 1956 na Politechnice Wrocławskiej. Uzyskał stopień naukowy doktora nauk technicznych w zakresie architektury. W 1978 uzyskał tytuł naukowy profesora nauk technicznych, zaś w 1981 otrzymał status architekta twórcy. Został profesorem zwyczajnym i kierownikiem Katedry Projektowania Architektonicznego i Sztuk Pięknych na Wydziale Architektury Politechniki Śląskiej. Był także wykładowcą Instytutu Architektury Państwowej Wyższej Szkoły Zawodowej w Nysie.
Był projektantem następujących obiektów:
- teatr w Łasku (1968);
- sala koncertowa Filharmonii Wrocławskiej im. Witolda Lutosławskiego (1968);
- kościół pw. Najświętszego Serca Pana Jezusa w Pakosławsku (1969);
- sala koncertowa WOSPR w Katowicach (1978);
- kościół w Wilkowicach (1979);
- Narodowy Teatr Serbski w Nowym Sadzie (1981);
- kościół w Kleszczowie (1986);
- odbudowa i modernizacja Teatru Polskiego we Wrocławiu (1994-1996);
- Teatr na Dworcu Świebodzkim we Wrocławiu (1994);
- modernizacja budynku Opery Dolnośląskiej we Wrocławiu (1997-2007)[1].

Opublikował m.in.:
- Architektura nie tylko teatru, 1984;
- Architektura teatralna, 1985;
- The approach to problems of function, 1990;
- My theatre architecture, 2000;
- Przekształcenia i formowanie architektury, 2002;
- Sztuka wyobrażeń / Art of ilussion, 2011[1].